# Kleinhirnsyndrom
Als Kleinhirnsyndrom wird ein Symptomkomplex von klinisch fassbaren Symptomen bezeichnet, die bei einer Schädigung des Kleinhirns oft gemeinsam auftreten.
Je nach Ausmaß und Lokalisation der Schädigung unterscheiden sich die Kleinhirnsyndrome im Einzelfall, da das Kleinhirn sehr unterschiedliche Aufgaben übernimmt. Unter Umständen erlaubt allein die Analyse des Beschwerdebildes eine Eingrenzung der geschädigten Region (topische Diagnostik).

## Klinische Zeichen
Alle Symptome lassen sich auf zwei Grundstörungen zurückführen: die zerebelläre Ataxie und die Muskelhypotonie. Weitere Beeinträchtigungen in Motorik und Koordination sind Schwäche der Stützmuskulatur des Rumpfes, Nystagmus und koordinative Beeinträchtigung der Sprache (verwaschene oder skandierende Sprache).
Zudem sind Störungen bei schnell alternierenden Bewegungen (Dysdiadochokinese), bei Zielbewegungen (Dysmetrie und Intentionstremor) und im Zusammenspiel verschiedener Muskelgruppen (Asynergie) zu beobachten. Nystagmus, Intentionstremor und skandierende Sprache werden als Charcot-Trias zusammengefasst (nach Jean-Martin Charcot).
Werner Hacke (2010) zählt folgende häufige Kleinhirnsyndrome auf, wobei zu beachten ist, dass hier die Syndrome auf die Versorgungsgebiete der wichtigsten Arterien bezogen werden, die auch Teile des Hirnstamms versorgen:
| Bezeichnung                                   | Lokalisation                         | Symptome |
| --------------------------------------------- | ------------------------------------ | --- |
| Syndrom der oberen Kleinhirnarterie           | Arteria cerebelli superior           | ipsilateral: Hemiataxie, Horner-Syndrom; kontralateral: Sensibilitätsstörung                                                                             |
| Syndrom der unteren vorderen Kleinhirnarterie | Arteria cerebelli inferior anterior  | ipsilateral (variabel): Hemiataxie, Vestibulocochlearis-Ausfall, Fazialis-Parese, Nystagmus, Opsoklonus                                                  |
| Syndrom der hinteren unteren Kleinhirnarterie | Arteria cerebelli inferior posterior | ipsilateral: Hemiataxie, Dysmetrie, Lateropulsion, Dysdiadochokinese, Nystagmus, Heiserkeit, Dysphagie; kontralateral: Dissoziierte Sensibilitätsstörung |